# Nazionale maschile di pallacanestro di Tahiti
La nazionale di pallacanestro di Tahiti è la rappresentativa cestistica di Tahiti ed è posta sotto l'egida della Federazione cestistica di Tahiti.
Ha preso parte ai FIBA Oceania Championship 1987 giungendo terza.

## Piazzamenti

### Campionati oceaniani
- 1987 -  3°